# Grímsvötn
Grímsvötn je vodou zaplavená sopečná kaldera nacházející se na Islandu, pod severozápadní stranou ledovce Vatnajökull. Spolu s Heklou patří k nejaktivnějším sopkám ostrova – naposledy vybuchla v letech 2004 a 2011. Sopka je součástí trhlinového systému Laki.
Erupce Grímsvötnu jsou zajímavé tím, že probíhají pod ledem. Teplo erupce pak rozpouští značné množství ledu, čímž způsobuje přelití jezera. Proto je sopka vulkanology pravidelně monitorována.
Roku 2004 zde byl objeven nový druh bakterie, první bakterie nalezená v subglaciálním jezeře.

## Erupce v listopadu 1996
Po erupci z 5. listopadu 1996 přetekla voda z kaldery do ledovcové řeky Skeiðará a spustila bahnotok (islandsky jökulhlaup). Dravý proud, který s sebou navíc unášel až desetimetrové ledové bloky, dosáhl průtoku asi 45 000 m³/s. Voda poté strhla 900 metrů dlouhý most přes Skeiðará a poničila i další části Hringvegur. Zbytky starého mostu zůstaly na místě jako památník.
Nikdo nebyl zraněn, celková škoda však byla odhadována (podle různých zdrojů) na jednu až dvě miliardy ISK.

## Erupce v květnu 2011

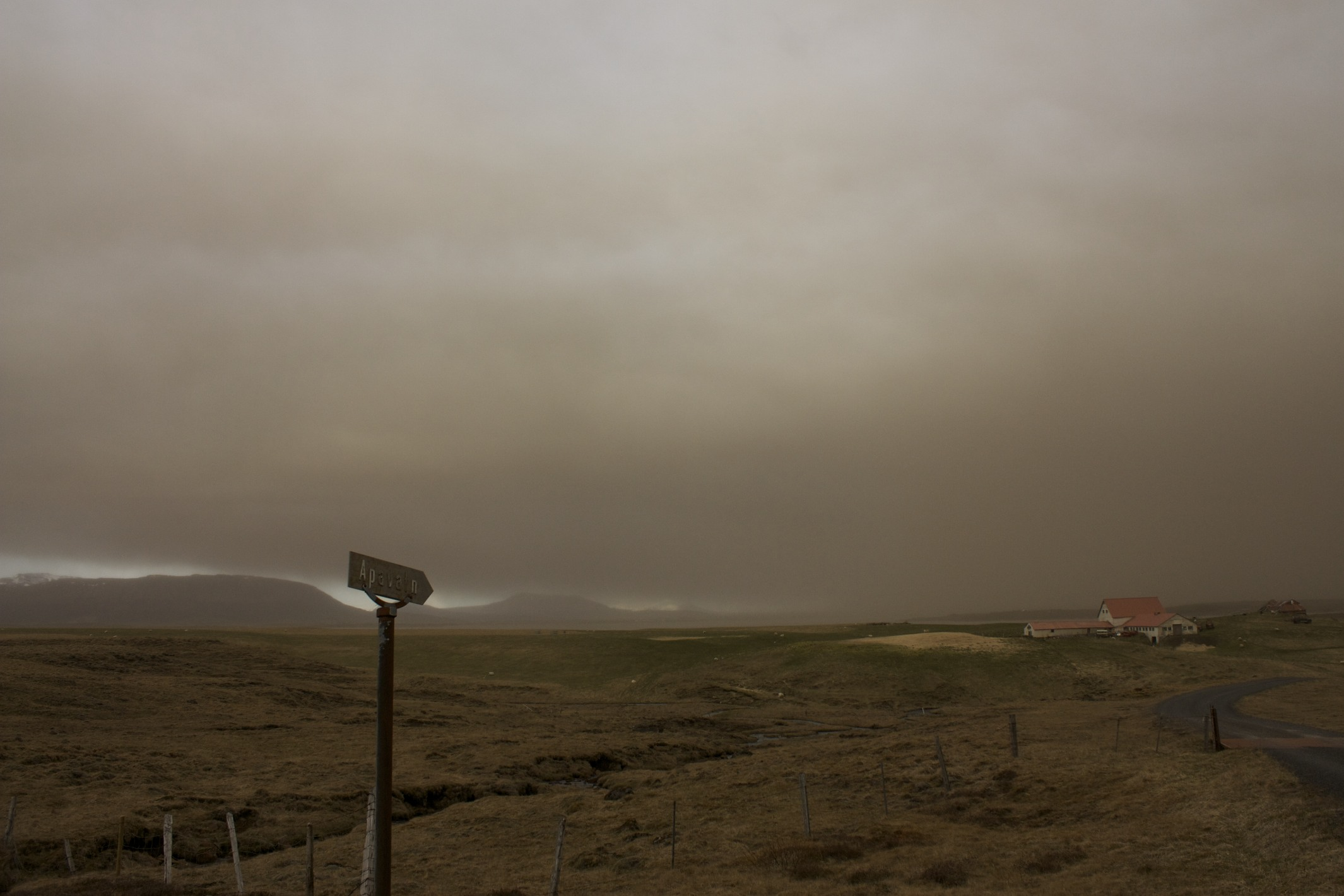
Sopečný oblak

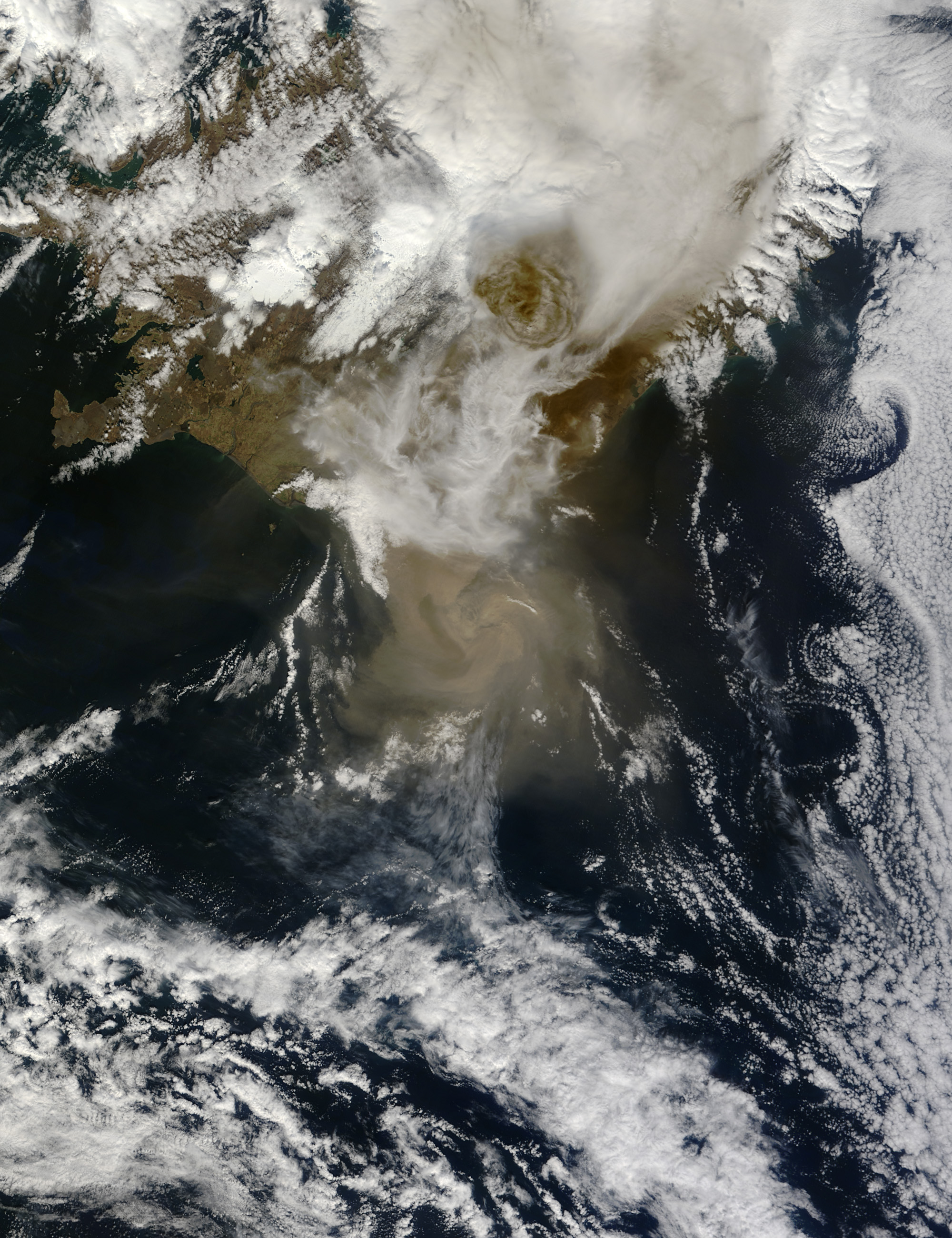
Sopka Grímsvötn, satelitní snímek erupce, 23. května 2011

Erupce Grímsvötnu ze soboty 21. května 2011 v 19:25 UTC byla doprovázena četnými zemětřeseními a oblakem popela až ve dvaceti kilometrech. Kvůli němu byla o den později zastavena islandská vnitrostátní letecká doprava a uzavřena letiště v Keflavíku a Reykjavíku.
Podle organizace EUROCONTROL ale oblak nijak neomezoval leteckou dopravu nad kontinentální Evropou ani zámořské lety. Současně však EUROCONTROL upozornil, že bude-li sopka chrlit popel dál stejnou rychlostí, měl by se oblak sopečného popela dostat nad severní Skotsko 24. a nad Británii, západ Francie a sever Španělska 26. května.
Tyto obavy se naplnily a v úterý 24. května se oblak nad Skotsko opravdu dostal. Letiště v Glasgow, Edinburghu a dalších skotských městech musela být uzavřena, naopak většina islandských byla znovu otevřena, mezi nimi i dvě mezinárodní, v Akureyri a Keflavíku.
V noci na 25. května byla postupně uzavírána letiště na severu Německa, berlínské pak kolem 11. hodiny ranní. Během dne byla omezena letecká doprava nad Dánskem a okolními státy, v Británii se ale už zase létalo normálně. Podle britské Meteorologické kanceláře potvrdil Islandský meteorologický institut v rámci své polední předpovědi pohybu sopečného oblaku, že erupce Grímsvötnu skončila ve 2:40 tamějšího času a oblak se rozplývá.
V odpoledních hodinách téhož dne se oblak dostal asi na 24 hodin i nad Česko, přibližně do oblasti severně od spojnice Chomutova a Tábora a Tábora a Ostravy. Jeho koncentrace byla už tak nízká, že nezpůsobil žádné omezení vnitrostátní dopravy; zrušeno bylo jen několik letů do Německa a západ slunce byl o něco barevnější.

### Srovnání s Eyjafjallajökullem
Ve srovnání s erupcí sopky Eyjafjallajökull z dubna 2010 byl výbuch Grímsvötnu asi desetkrát silnější. Popílek z Grímsvötnu však byl mnohem hrubší a rychleji klesal k zemi. Z původních dvaceti kilometrů klesla výška sopečného oblaku na polovinu už 23. května, o den později byla odhadována už jen na pět až sedm kilometrů.

## Bakterie v jezeře
Týmu geobiologa Erica Gaidose z Havajské univerzity se v roce 2004 podařilo pomocí speciálního horkovodního „vrtáku“ provrtat 300 metry ledu do subglaciálního jezera, jež je hluboké asi 100 metrů. Nalezli tam nový druh bakterie, první bakterii vůbec, která kdy byla objevena v subglaciálním jezeře. To nezamrzá jen díky souvislé vulkanické činnosti.
Už dříve se podařilo objevit bakterie v jezeře Vostok v Antarktidě, největším subglaciálním jezeře světa. Tam si však vědci nebyli jistí, zda se bakterie do jezera nedostaly odjinud, např. společně s posouvajícím se ledovcem nebo přímo na použitém vrtáku. Navíc v Grímsvötnu bylo ve vodě naměřeno jen malé množství kyslíku, mnohem méně než ve Vostoku.
Nález je velmi důležitý pro kosmický výzkum, neboť na Marsu se vyskytují jak ledovce, tak pravděpodobně i vulkanizmus. Život na Marsu by se tak mohl vyskytovat právě v subglaciálních jezerech zahřívaných sopkami.